# Thomas Bateman

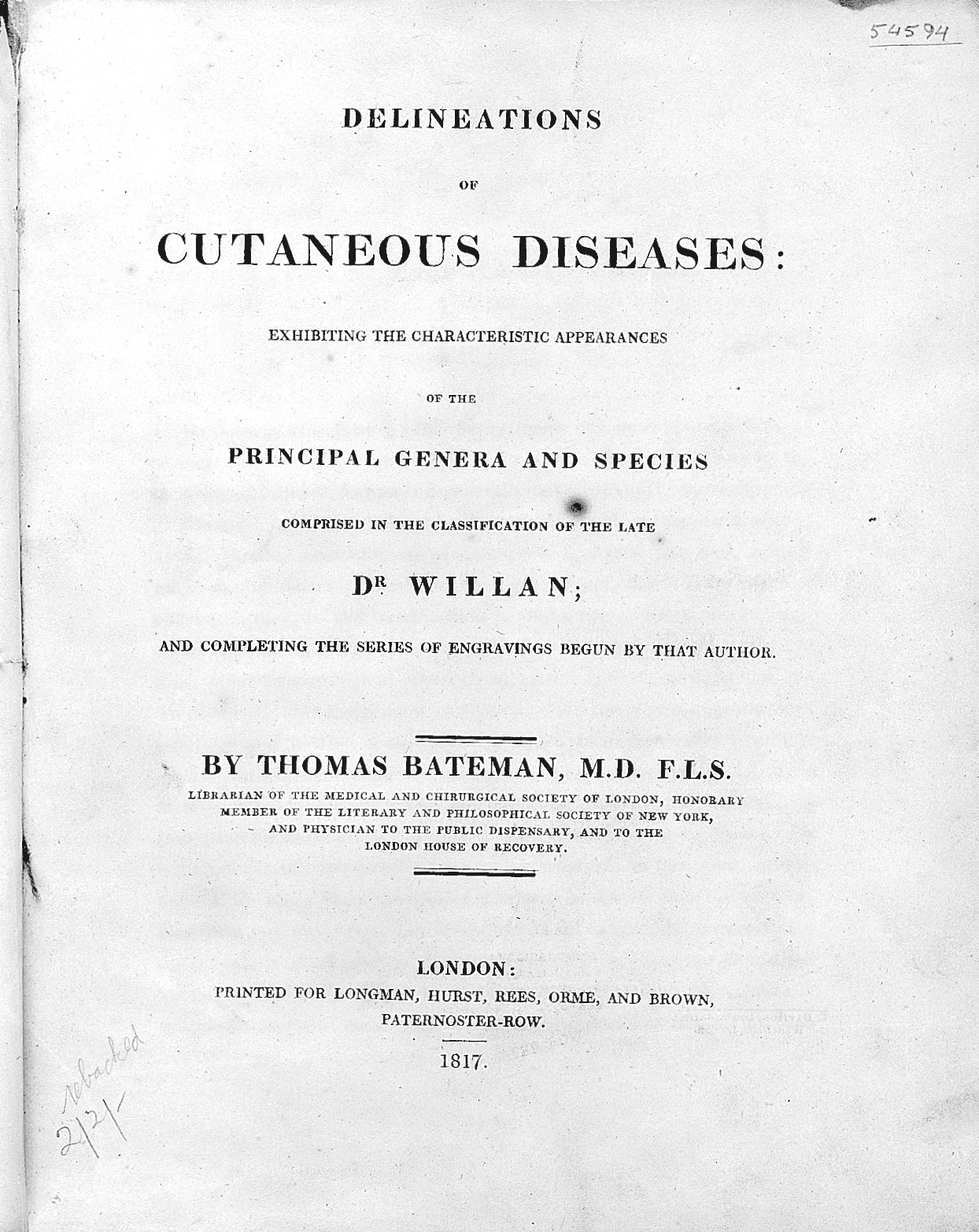
Delineations of Cutaneous Disease

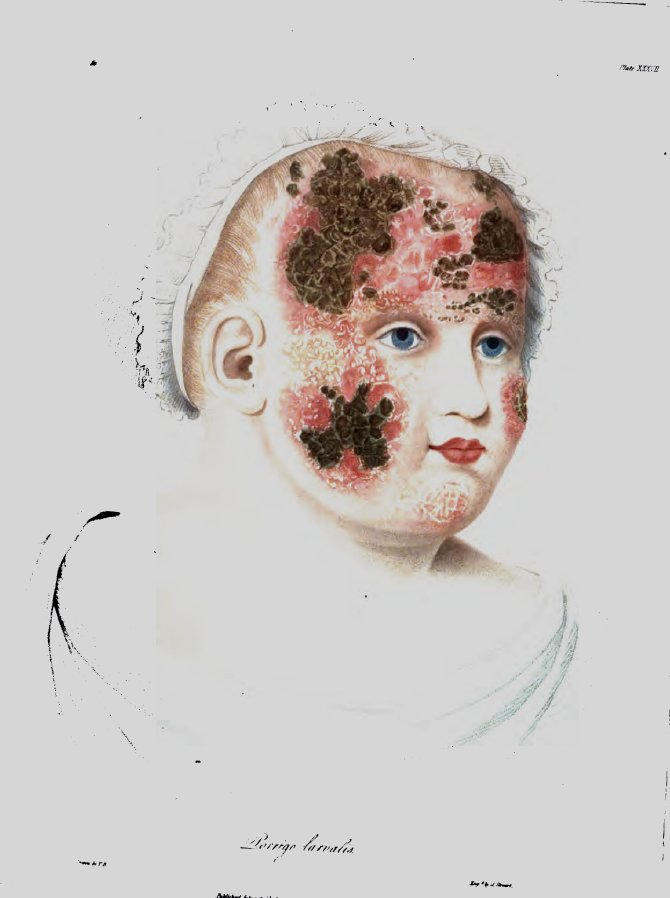
Stich des Atopischen Ekzems (porrigo larvalis) in Delineations of Cutaneous Diseases.

Thomas Bateman (29. April 1778 – 9. April 1821) war ein britischer Arzt und ein Pionier auf dem Gebiet der Dermatologie, der aus Whitby in Yorkshire stammte.

## Leben
Seinen medizinischen Abschluss erhielt er an der Edinburgh Medical School. Bateman war ein Schüler, Kollege und Nachfolger von Robert Willan (1757–1812) im Bereich moderner dermatologischer Klassifikationsverfahren.
Vor dem 19. Jahrhundert basierte die Klassifizierung von Hautkrankheiten auf symptomatischen Merkmalen. Willan war der erste, der einen rationalen Benennungsstandard vorschlug, der auf dem Erscheinungsbild der Hauterkrankung basierte. In der Abhandlung On Cutaneous Diseases war Willan der erste, der Hautkrankheiten aus anatomischer Sicht klassifizierte. Willan starb jedoch 1812 und überließ Bateman die Fortführung und Erweiterung der Arbeit seines Mentors. 1813 veröffentlichte Bateman A Practical Synopsis of Cutaneous Diseases According to the Arrangement of Dr Willan. Im Jahr 1817 erschien ein Atlas mit dem Titel Delineations of Cutaneous Disease. Heute befindet sich ein Exemplar des Atlasses in der Bibliothek des Royal College of Physicians in London.
Bateman wird das Verdienst zugeschrieben, Namen und Beschreibungen für eine Reihe von dermatologischen Krankheiten beigetragen zu haben, darunter lichen urticatus, Alopecia areata, Erythema multiforme und Molluscum contagiosum. Die Arbeiten von Willan und Bateman beeinflussten viele Mediziner, wie z. B. Thomas Addison (1793–1860), der ein Schüler von Bateman war, und Laurent-Théodore Biett (1781–1840), die ihre Methodik in die französische Medizin einführten.

## Referenzen
- Bateman, Thomas (1778–1821) . Dictionary of National Biography. London: Smith, Elder & Co. 1885–1900.